# Elverk

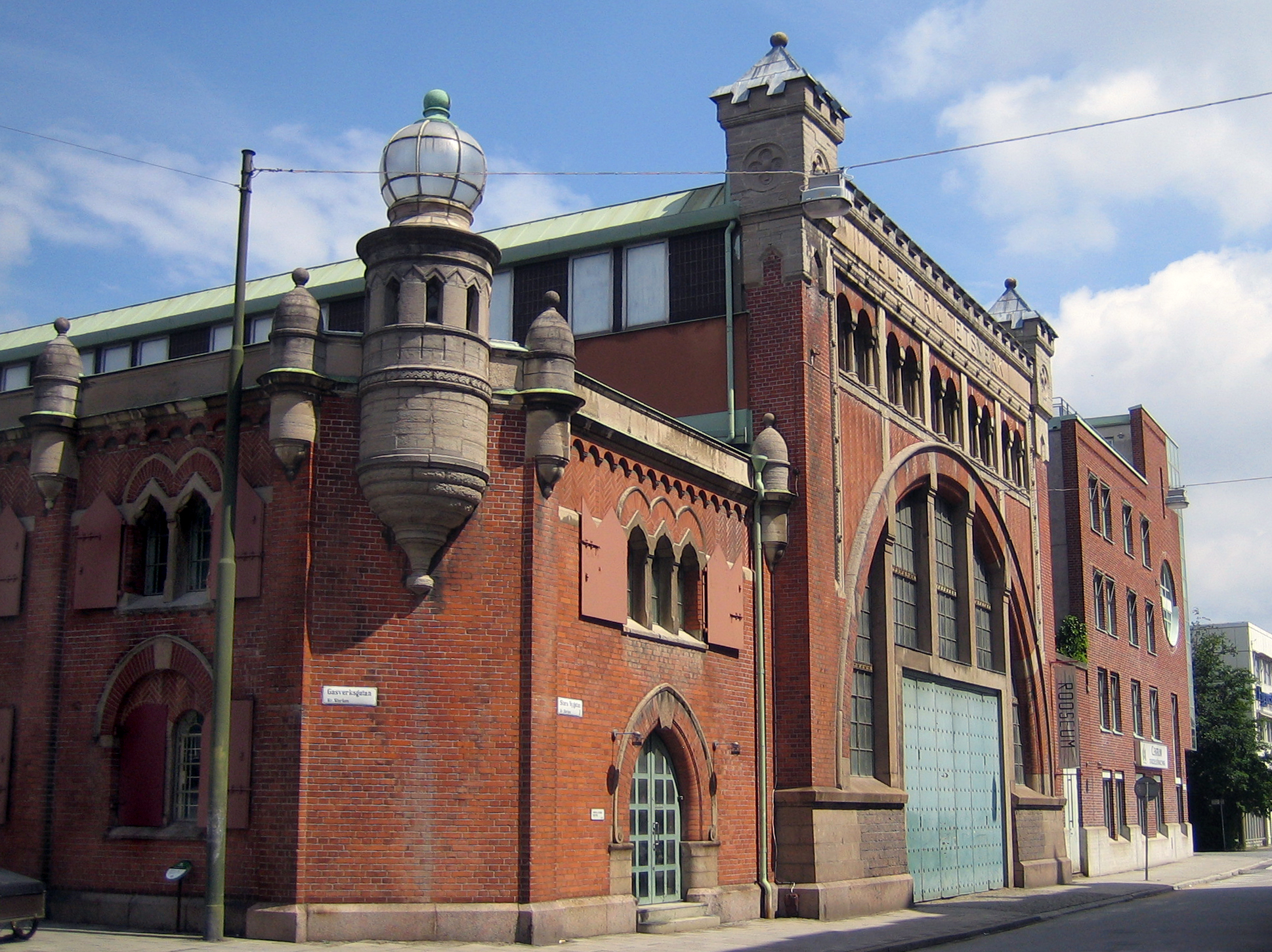
Malmö stads elektricitetsverk (1901).

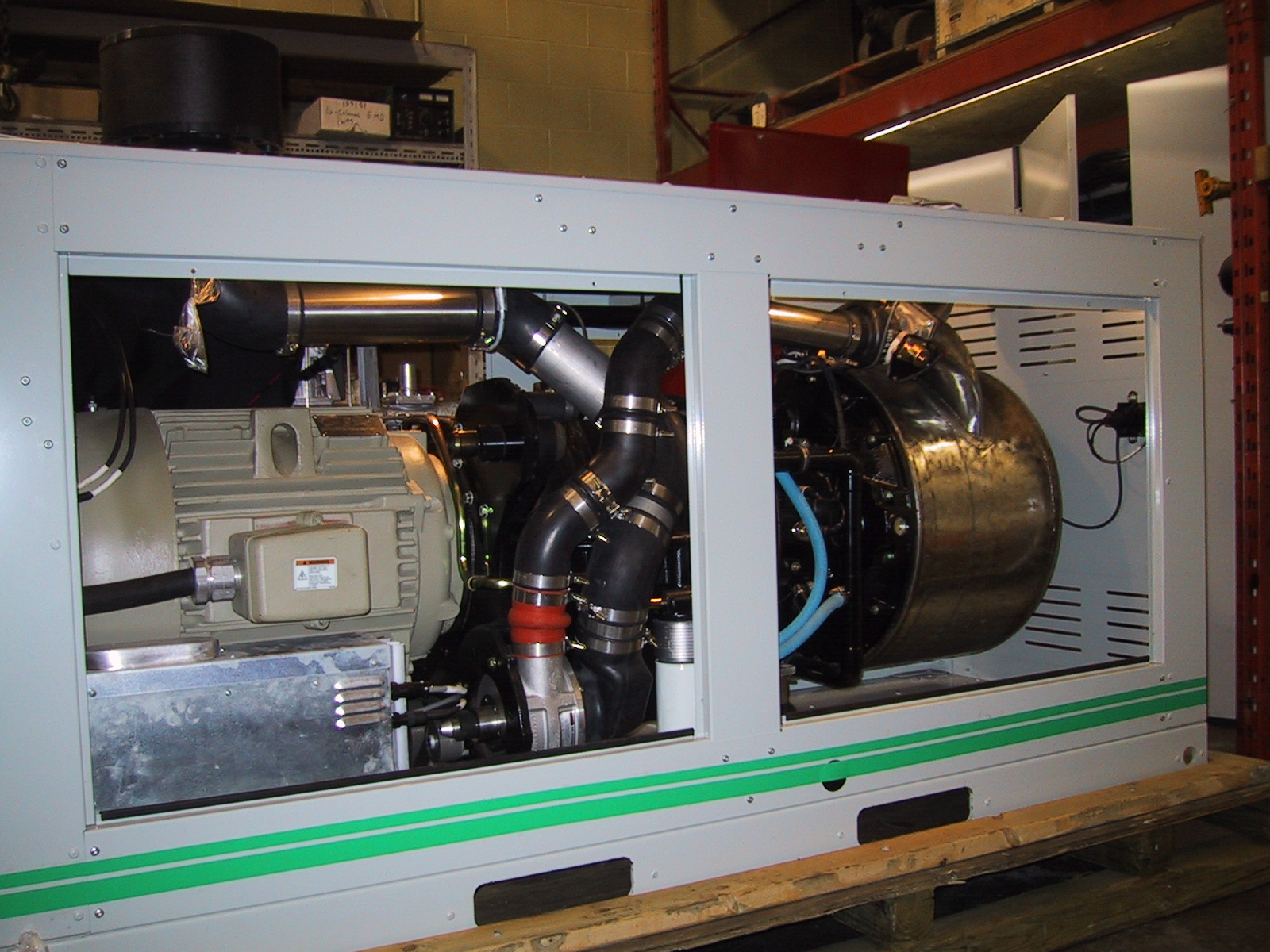
Elverk med stirlingmotor (55 kW 2,5 m bred)

Elverk, elektricitetsverk, är en inrättning för framställande och distribution av elektrisk energi.
Elverk anläggs för större fristående institutioner, såsom fabriker och sjukhus, men har även anlagts såsom för städer och större samhällen gemensamma energikällor. Från slutet av 1800-talet och omkring 100 år framåt avsågs med elverk ofta kommunala inrättningar; exempelvis tillkom 1892 Stockholms stads första elektricitetsverk, Brunkebergsverket. Inrättandet av de kommunala elektricitetsverken hade ofta en koppling till tillkomsten av de elektriska spårvägarna och erhöll formen av kommunala affärsverk.
Elverk kan också avse en maskin som alstrar elektricitet. Oftast en förbränningsmotor kopplad till någon form av generator samt växelriktare eller likriktare. Finns i många olika storlekar och används i allt från fartyg till husvagnar.
Ett vanligt användningsområde är som reservkraft om ett strömavbrott inträffar vid samhällsviktiga institutioner som, till exempel operationssalar i sjukhus.